# Vladimír Nálevka
Vladimír Nálevka (21. února 1941, Pardubice – 6. června 2010, Praha) byl český historik, odborník na moderní světové dějiny.

## Biografie
Vystudoval historii na Filozofické fakultě Univerzity Karlovy v Praze, kde po absolvování také vyučoval. Jelikož v době normalizace půjčoval studentům samizdatovou literaturu a pořádal bytové semináře, byl přesunut do knihovnického střediska. Po roce 1989 působil v Ústavu světových dějin Filozofické fakulty v Praze, v letech 1993–2000 jako ředitel, poté v pozici vedoucího Semináře nejnovějších dějin. Přednášel i na Fakultě sociálních věd a hostoval na univerzitách ve Španělsku, v Argentině a v Kanadě. Mimoto spolupracoval s Českým rozhlasem a Českou televizí, v jejichž pořadech často vystupoval, a byl jedním ze zakladatelů Klubu autorů literatury faktu.
Specializoval se na nejnovější mezinárodněpolitické dějiny a zabýval se též vývojem v Latinské Americe, mj. ve spolupráci se Střediskem iberoamerických studií FF UK. Moderním dějinám Nálevka věnoval i popularizační činnost a jeho učební a přehledové publikace představují zdroj informací pro studenty i laickou veřejnost. Stál u zrodu ročenky Dvacáté století a byl členem několika vědeckých kolegií. V roce 1998 byl oceněn pamětní medailí Univerzity Karlovy a za knihu Fidel Castro. Podzim diktátora získal Cenu Egona Erwina Kische, udělovanou autorům literatury faktu.

## Knižní publikace
- Československo a Latinská Amerika v letech druhé světové války. Praha : Univerzita Karlova, 1973.
- Poslední týden míru. Praha : Mladá fronta, 1979.
- První týdny míru. Praha : Mladá fronta, 1985.
- Kapitoly z dějin studené války, I. díl. Praha : Institut pro středoevropskou kulturu a politiku, 1997.
- Fidel Castro. Podzim diktátora. Praha : Epocha, 1997.
- Světová politika ve 20. století, I. a II. díl. Praha : Aleš Skřivan ml., 2000.
- Z neznámých stránek historie. Praha : Aleš Skřivan ml., 2001.
- Karibská krize. Praha : ISV, 2001.
- Druhá světová válka. Praha : Triton, 2003.
- Studená válka. Praha : Triton, 2003.
- Čas soumraku. Rozpad koloniálních impérií po druhé světové válce. Praha : Triton, 2004.
- Koncert velmocí. Mezinárodní vztahy v letech 1871–1914. Praha : Triton, 2006.
- Fidel Castro. Caudillo 20. století. Pražská vydavatelská společnost/Epocha, 2009.
- Stalinova hra o zemi jitřní svěžesti. Korejská válka 1950–1953. Praha : Epocha, 2009.
- Horké krize studené války. Praha : Vyšehrad, 2010.